# London Film School
La London Film School (LFS) és una escola de cinema de Londres situada en una fàbrica de cervesa reconvertida al barri de Covent Garden. És l'escola de cinema més antiga del Regne Unit.

## Història
LFS va ser fundada l'any 1956 per Gilmore Roberts com a London School of Film Technique (LSFT) a l'Electric Avenue de Brixton. L'escola es va traslladar a les seves instal·lacions actuals a Shelton Street el 1966, després d'un breu període a Charlotte Street, i va canviar el seu nom a London Film School el 1969. De 1974 a 2000, va ser coneguda com a London International Film School (LIFS) i va tornar a denominar-se London Film School el 2001.
LFS ofereix diversos postgraus: un màster en realització de cinema, un màster en guió i, en col·laboració amb la Universitat d'Exeter, un màster en negocis cinematogràfics internacionals i un doctorat sobre pràctica fílmica. També ofereix diferents cursos de desenvolupament professional sota la bandera de LFS Workshops.
Al voltant del 70% dels seus estudiants són estrangers. LFS és reconeguda com a líder mundial quant a formadora d'especialistes per l'Office for Students i ha estat considerada com una de les millors escoles de cinema internacionals per Variety i The Hollywood Reporter.